# Groene glimwapenvlieg
De groene glimwapenvlieg (Microchrysa polita) is een vliegensoort uit de familie Stratiomyidae. De wetenschappelijke naam van de soort is gepubliceerd in 1758 door Linnaeus in de tiende editie van Systema naturae. 